# Brittany Allen
Brittany Allen (Toronto, 5 febbraio 1986) è un'attrice, scrittrice e produttrice cinematografica canadese.

## Biografia
Dopo aver ottenuto una serie di ruoli minori in opere televisive e nel film The Rocker - Il batterista nudo, a partire dal 2009 ottiene una forte rilevanza mediatica grazie al ruolo di Marissa Chandler nella soap opera La valle dei pini, per il quale vince un Daytime Emmy Award nella categoria "miglior giovane attrice in una serie drammatica". Nel 2014 un ruolo da protagonista nel film horror Extraterrestrial, il cui regista Colin Minihan diventa successivamente suo marito. Continua quindi a recitare da protagonista o co-protagonista nei successivi film del marito, esordendo inoltre come compositrice di colonne sonore per l'opera del 2018 What Keeps You Alive. Al di fuori delle collaborazioni con il marito, Allen continua a recitare in varie serie televisive nonché in film horror di successo come Saw Legacy e The Prodigy - Il figlio del male.

## Filmografia parziale

### Attrice

#### Cinema
- The Rocker - Il batterista nudo (The Rocker), regia di Peter Cattaneo (2008)
- Dead Before Dawn 3D, regia di April Mullen (2012)
- Extraterrestrial, regia di Colin Minihan (2014)
- Deserto rosso sangue (It Stains the Sands Red), regia di Colin Minihan (2016)
- Saw Legacy (Jigsaw), regia di Michael e Peter Spierig (2017)
- What Keeps You Alive, regia di Colin Minihan (2018)
- The Prodigy - Il figlio del male (The Prodigy), regia di Nicholas McCarthy (2019)

#### Televisione
- Walter e Henry (Walter and Henry), regia di Daniel Petrie – film TV (2001)
- Street Time – serie TV, 1 episodio (2003)
- The Listener – serie TV, 1 episodio (2009)
- La valle dei pini (All My Children) – serie TV, 222 episodi (2009-2010)
- Bomb Girls – serie TV, 4 episodi (2012)
- Defiance – serie TV, 5 episodi (2013)
- Republic of Doyle - serie TV, 1 episodio (2013)
- Warehouse 13 - serie TV, 1 episodio (2014)
- Saving Hope - serie TV, 1 episodio (2014)
- Falling Water - serie TV, 6 episodi (2018)
- Taken - serie TV, 2 episodi (2018)
- Una figlia ritrovata (Separated at Birth), regia di Jean-François Rivard – film TV (2018)
- The Boys - serie TV, 3 episodi (2019)
- Dexter: Original Sin – serie TV, 9 episodi (2024-2025)

#### Cortometraggi
- Surrender (2002)
- Us Chickens (2008)
- Gitch (2009)
- Verona (2010)
- First Session (2015)

## Doppiatrici italiane
Nelle versioni in italiano delle opere in cui ha recitato, Brittany Allen è stata doppiata da:
- Georgia Lepore in The Prodigy - Il figlio del male
- Emanuela D'Amico in Falling Water
- Eva Padoan in The Boys
- Francesca Manicone in Saw Legacy
- Gemma Donati in Una figlia ritrovata
- Domitilla D'Amico in Dexter: Original Sin